# 모드라니흐트
모드라니흐트(고대 영어: Mōdraniht)는 고대 영어로 "어머니의 밤"을 의미하는 단어로, 앵글로색슨 이교도들이 오늘날의 크리스마스 이브에 개최하던 축제였다. 이 행사는 중세 잉글랜드 역사가 베다 베네라빌리스가 그의 8세기 라틴어 작품 《시대의 계산에 대하여De temporum ratione》에서 설명되었다. 이 행사 동안 희생이 일어났을 수도 있다는 주장이 있었다. 학자들은 앵글로색슨 모드라니흐트와 다른 게르만 민족들 사이에서 이루어진 디시르나 율 등 공동의 여자 조상을 위한 축제나, 마트레스Matres와 마트로나에Matronae 등을 연결하려는 주장을 제기하였는데, 여성의 존재는 제단과 봉헌 비문으로 증명되었으며 거의 항상 트리오로 나타난다.

## 설명
《시대의 계산에 대하여》에서 베다는 앵글로색슨 이교에 대하여 다음과 같이 썼다.
...1월 8일 [12월 25일]에 우리가 주님의 탄생을 축하하는 해가 시작되었다. 우리가 매우 신성하게 여기는 바로 그날 밤을 그들은 이교도 단어인 모드라네흐트, 즉 "어머니의 밤"이라고 부르곤 하였다. 왜냐하면 우리는 그들이 그날 밤 내내 제정한 의식에 대해 의심하였기 때문이다.— 《시대의 계산에 대하여》

## 이론과 해석
학자들은 모드라(Modra, "Mother")와 게르만족의 마트레스와 마트로나에를 연관지었다. 루돌프 지메크는 모드라니흐트에 대해 "게르만 희생 축제는 한편으로는 서게르만 민족의 마트론 숭배와 연관되어야 하고 다른 한편으로는 중세 스칸디나비아에서 이미 알려진 디사블로트 및 디스팅그과 연관되어야하며 연대순으로 이들 게르만 양식의 컬트 사이의 연결 고리로 간주되어야 한다."라고 말한다.
지메크는 모드라니흐트와 디시르, 그리고 노른 간의 관련성에 대한 추가 논문을 제공한다. 학자들은 이 행사를 율의 게르만 겨울 기간의 일부로 비정했다.
베다의 설명과 관련하여 필리프 A. 쇼Philip A. Shaw는 2011년에 "베다의 모드라넥트가 어느 정도는 로마노-게르만 식의 결혼 비문에 의해 어느 정도 확인될 수 있지만, 적어도 그가 앵글로색슨 신들에게 제공하는 다른 증거를 무시하기에는 너무 성급하지 말아야 한다는 사실을 의미한다."라는 언급을 하였다.

## 같이 보기
- 삼상신
- 율

## 참고 문헌
- Giles, John Allen (1843). The Complete Works of the Venerable Bede, in the Original Latin, Collated with the Manuscripts, and Various Print Editions, Accompanied by a New English Translation of the Historical Works, and a Life of the Author. Vol. IV: Scientific Tracts and Appendix. London: Whittaker and Co., Ave Maria Lane.
- Herbert, Kathleen (2007). Looking for the Lost Gods of England. Anglo-Saxon Books. ISBN 1-898281-04-1
- Orchard, Andy (1997). Dictionary of Norse Myth and Legend. Cassell. ISBN 0-304-34520-2
- Shaw, Philip A. (2011). Pagan Goddesses in the Early Germanic World. Bristol Classical Press. ISBN 978-0-7156-3797-5
- Simek, Rudolf (2007) translated by Angela Hall. Dictionary of Northern Mythology.  D. S. Brewer. ISBN 0-85991-513-1
- Wallis, Faith (Trans.) (1999). Bede: The Reckoning of Time. Liverpool University Press. ISBN 0-85323-693-3